# ОШ „Иван Милутиновић” Суботица
ОШ „Иван Милутиновић” у Суботици је државна образовна установа, основана је 1868. године. Данас школа носи име по Ивану Милутиновићу (1901—1944), учеснику Народноослободилачке борбе и народном хероју Југославије.
Језици наставе у школи су српски и хрватски језик.

## Историјат школе
Школа је данашњи изглед добила је 1893. године, као новосаграђена школа. У школи је било шест учионица, три разреда за мушку, а исто толико и за женску децу. Улаз за девојчице је био са Београдског пута, а за дечаке из споредне улице. Одмор су деца проводила свако у свом ходнику, дечаци горе, а девојчице доле. Управитељ школе је био Антун Будановић, а читељи су били Хофман Тошко Темуновић, Луца Вујковић Ламић, Валихора Терез, први разред је учила Мерковић. жупник је био Мукошаи Мацаш, а капелани вероучитељи. Тада је био вероучитељ капелан Шмит.
Као осмолетка основана је 1950. године под именом Осмолетка број 2. Организацију рада и упис у школу извршила је Мара Бећин која је постављена за директора. Од почетка школа није имала двориште, деца су одмор проводила на улици.